# Хорватська народна партія — ліберал-демократи
Хорватська народна партія — ліберал-демократи (хорв. Hrvatska narodna stranka – liberalni demokrati, HNS) — хорватська лівоцентристська ліберальна політична партія. Станом на січень 2018, має 5 представників (із 151) у парламенті Хорватії, 1 свого керівника жупанії (із 21) і 5 мерів хорватських міст (із 128) та входить в урядову коаліцію з Хорватським демократичним союзом. Партія є членом Ліберального інтернаціоналу і Альянсу лібералів і демократів за Європу.

## Історія
Історична Народна партія в Хорватії була спочатку створена в XIX столітті в період хорватського романтичного націоналізму.
Сучасна Хорватська народна партія була сформована наприкінці 1990 року членами Коаліції національної згоди (хорв. Koalicija narodnog sporazuma), які брали участь у перших багатопартійних виборах у 1990 році.
HNS залишилася невеликою опозиційною партією. На парламентських виборах 1992 року вона здобула 6,7% голосів і отримала 6 місць у хорватському парламенті. На президентських виборах 1992 кандидатка від Хорватської народної партії Савка Дабчевич-Кучар зайняла третє місце. У 1994 році підприємець Радимир Чачич став головою партії. На виборах 1995 партія виграла 2 місця у складі виборчого союзу.
На виборах у січні 2000 року брала у складі чотиристоронньої коаліції, яка отримала 25 місць в парламенті, двоє з яких були у представників HNS. У результаті партія брала участь у 2000-2003 роках в уряді Івіци Рачана через міністра громадських робіт, будівництва та реконструкції Радимира Чачича. 
Також в 2000 році було обрано нового голову партії. Ним стала соціолог Весна Пусич. У квітні 2008 року Радимир Чачич був знову обраний головою партії. 
2005 року об'єдналася з партією «ЛІБРА» і відтоді її назва набула сучасного вигляду. 
6 червня 2017 виконувачем обов'язків голови партії став Предраг Штромар, а з 17 грудня партію вдруге очолив Іван Врдоляк.
2017 року Весна Пусич вийшла з партії та разом з однодумницею Анкою Мрак-Таріташ заснувала нову — Громадянсько-ліберальний союз.